# 圣依纳爵堂 (巴勒莫)
圣依纳爵堂 (意大利语: Chiesa di Sant'Ignazio)是意大利巴勒莫的一座罗马天主教教堂，巴洛克风格，位于巴勒莫的历史中心古老的 Olivella地区。
该教堂属于司铎祈祷会，始建于1598年。附近的原司铎祈祷会会院，现为安东尼奥·萨利纳斯地区考古学博物馆，和圣加大肋纳堂。据信，巴勒莫的主保圣人圣女洛沙利亚，在12世纪与她的家人一起住在这个地区。